# 社会的ジレンマ
社会的ジレンマ（しゃかいてきジレンマ、social dilemma）とは、社会において、個人の合理的な選択が社会としての最適な選択に一致せず乖離が生ずる場合の葛藤（ジレンマ）を言う。

## 社会的ジレンマの例
例えば乗るはずの電車の扉が閉じ始めたとき、個人にとっては駆け込んで乗ること（非協力行動）が合理的な選択となる。しかし皆がそのような選択を行った場合は、社会的に最適な選択を実現するはずの電車の定刻運行が成り立たなくなる。またこの場合はもし敢えて一人だけが損失（今回は個人の時間の損失）を被ったとしてもほぼ大勢に有効な影響を与えることはなく、単なる負担のみに終わり社会に対してそれが生かされることが生じない。同種の問題は、教室の掃除、路上駐車、環境問題、投票行動まで、多岐に渡る。

## 税金を考える際の社会的ジレンマ
いわゆる公務員は市場の失敗が起こっている分野に従事しているが、もしもある団体で何らかの施策を始める場合に、
1)全員が社会生活に協力的だった場合、個々の費用負担は1000円となる
2)全員が社会生活に非協力的だった場合、各人から1500円を徴収する
3)もし参加しない人がいたら、その人の費用負担は生じないが、他の人の負担は1300円になる
という状況が生じている場合、単なる個人への質問だと、3を選択する人が多くなることが考えられる。
ここで、政府等が3のような「フリーライダー」の存在を認めないよう検討すると、結果として2の状態に落ち着き税金が増えていく恐れがある。

## 文献
- 山岸俊男『社会的ジレンマ:「環境破壊」から「いじめ」まで』PHP研究所、2000年。ISBN 9784569611747。
- Dawes, R. M. (1980). “Social dilemmas”. Annual Review of Psychology 31:  169-193.